# Cirkus Maximum
Cirkus Maximum är en svensk cirkus från Älvsered. Cirkusen grundades 1983 av Bengt Källquist. Fram till 1989 var namnet Cirkus Minimum. Företaget äger över 50 fordon, såväl lastbilar som cirkusvagnar och har 90 anställda. En traditionell cirkus med omfattande djurhållning: hästar, zebror, kameler, lamadjur med mera. Säsongspremiären hålls alltid i cirkusens hemort Älvsered.

## Historia

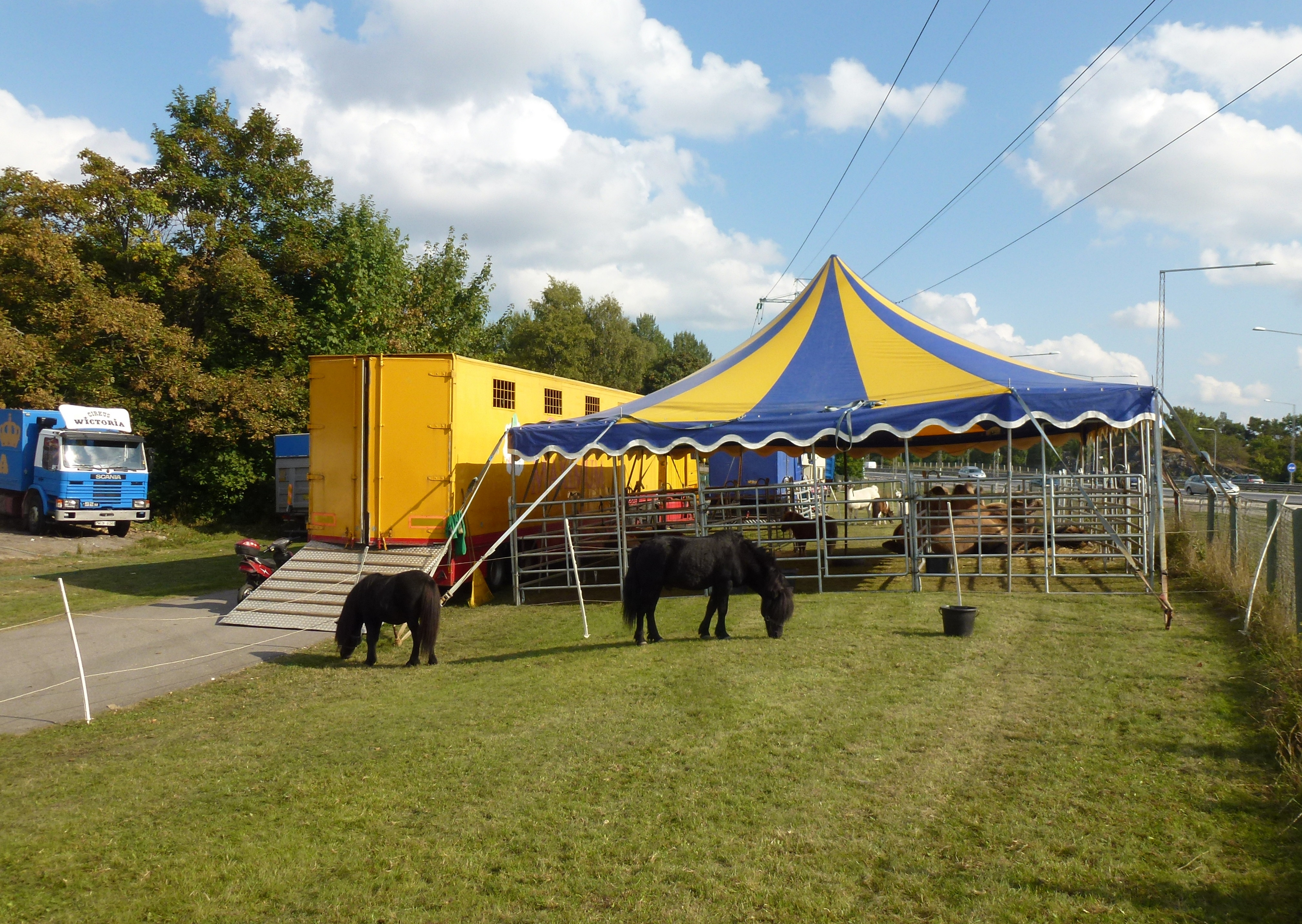
Cirkus Maximum, djur

Idén till cirkusen föddes 1982 då Bengt Källquist, Jimmy och Johnny Johansson och Jerry Wiik diskuterade möjligheterna att skapa en kvarterscirkus för mindre orter och förorter, som aldrig besöks av större cirkusar. 1983 grundade dessa fyra personer Cirkus Minimum, som året därpå övertogs av Bengt Källquist. År 1989 ändrades cirkusens namn till Cirkus Maximum och ett större tält med 1000 platser införskaffades. Samma år tilldelades Bengt Källquist Cirkusakademiens hederspris "Årets Charlie". Thord Junge blev efter hand biträdande direktör. Junge stannade i företaget till 1997. Från och med säsongen 1997 turnerade Cirkus Maximum i hela Sverige och de två senaste åren har man genomfört ca 160 föreställningar per år under sommarhalvåret mellan april och september.
Hösten 2011 skildrades i SVT i fyra halvtimmesprogram hur en ny säsongs föreställning byggdes upp, repeterades och genomfördes. Programledaren Ingamay Hörnberg intervjuade direktör Bengt Källquist och flera av hans anställda och artister.
Cirkus Maximum återkom i en timmas långt program i SVT den 31 december 2012.
Den 18 januari 2018 meddelade Cirkus Maximum att man kommer att göra ett uppehåll på minst ett år på grund av vikande publiksiffror, hot från djurrättsaktivister, och att de känner sig motarbetade av landets kommuner. Sedan dess har de inte haft några föreställningar. De planerade en turné år 2020 men coronapandemin satte stopp för planerna.